# 諮詢機関
諮詢機関（しじゅんきかん）は、特に大日本帝国憲法下の天皇の諮問機関。ここでの諮詢（しじゅん）は、天皇が諮詢機関に意見を求める行為。

## 主な諮詢機関
- 枢密院 (日本)
- 元帥府
- 皇族会議
- 軍事参議院